# Военна академия на Генералния щаб на Русия
Военната академия на Генералния щаб на Въоръжените сили на Руската федерация (на руски: Военная академия Генерального штаба Вооружённых сил Российской Федерации), с пълно име Военна с ордена „Ленин“, Червенознаменна, с ордените „Суворов“ и „Кутузов“ академия на Генералния щаб на Въоръжените сили на Руската федерация (Военная ордена Ленина, Краснознамённая, орденов Суворова и Кутузова академия Генерального штаба Вооружённых Сил Российской Федерации), е висше военно-учебно заведение в Москва, столицата на Русия.
Води обучение, подготовка и повишаване на квалификацията на висши и старши офицери от Въоръжените сили, Министерството на отбраната и други министерства и ведомства, на ръководители и длъжностни лица от други органи на държавната и изпълнителната власт, предприятия и учреждения от отбранително-промишления комплекс на Русия, както и на офицери от чуждестранни въоръжени сили.

## История
В историята на своето съществуване академията има различни имена:
- от 1832 г.: Императорска военна академия;
- от 1855 г.: Николаевска академия на Генералния щаб;
- от 1909 г.: Николаевска военна академия;
- от 1910 г.: Императорска Николаевска военна академия;
- от 1917 г.: Николаевска военна академия;
- от 1918 г.: Академия на Генералния щаб на Червената армия (РККА);
- от 1921 г.: Военна академия на РККА;
- от 1936 г.: Академия на Генералния щаб на РККА;
- от 1941 г.: Военна академия на Генералния щаб на РККА „К. Е. Ворошилов“;
- от 1942 г.: Висша военна академия „К. Е. Ворошилов“;
- от 1958 г.: Военна академия на Генералния щаб на Въоръжените сили на СССР;
- от 1969 г.: Военна академия на Генералния щаб на Въоръжените сили на СССР „К. Е. Ворошилов“;
- от 1992 г.: Военна академия на Генералния щаб на Въоръжените сили на Руската федерация.

## Награди
- Орден „Суворов“ I степен (1945)
- Орден „Ленин“ (1968)
- Орден „Червено знаме“ (1986)
- Орден „Кутузов“ (23 май 2015) – за заслуги в обезпечаването на безопасността на държавата, укрепването на нейната отбранителна способност и подготовката на висококвалифицирани военни кадри[3]
- 9 ордена на други държави